# Поликарп (патриарх Иерусалимский)
Патриа́рх Полика́рп (греч. Πατριάρχης Πολύκαρπος; ум. 15 января 1827, Константинополь) — епископ Иерусалимской православной церкви, Патриарх Иерусалимский и всея Палестины.

## Биография
До патриаршества был митрополитом Вифлеемским.
22 ноября 1808 года скончался Патриарх Анфим, и в тот же день в Константинополе при участии Священного Синода Константинопольского Патриархата и представителей Иерусалимской Церкви состоялось избрание Поликарпа на патриарший престол.
Поликарп на протяжении всего времени своего патриаршества жил в Константинополе и отсюда управлял вверенной ему Церковью.
Масштабное строительство в начале XIX века (особенно восстановление в 1809/1810 сгоревшего храма Гроба Господня), перебои с поступлением доходов от имущества Патриархата в Дунайских княжествах, беспорядочное финансовое управление, а главное — османские гонения на православных после начала Греческого восстания в 1821 года привели к полному разорению Патриархата, не способного расплатиться с огромным долгом.
Скончался 15 января 1827 года в Константинополе. После его смерти из-за огромного долга в 18 млн пиастров, образовавшегося в Патриархате, среди высшего греческого клира не оказалось желающих занять Иерусалимский престол; на это согласился лишь игумен подворья Святогробского братства в Неохории Афанасий.